# Saint-Thuriau
Saint-Thuriau (en bretó Sant-Turiav) és un municipi francès, situat a la regió de Bretanya, al departament d'Ar Mor-Bihan. L'any 2006 tenia 1.869 habitants.

## Demografia
| 1962                                       | 1968  | 1975  | 1982  | 1990  | 1999  |  |
| ------------------------------------------ | ----- | ----- | ----- | ----- | ----- |  |
| 1.005                                      | 1.007 | 1.135 | 1.517 | 1.705 | 1.848 |  |
| Des de 1962: població sense dobles comptes |       |       |       |       |       |  |

## Administració
| Període   | Identitat         | Partit |
| --------- | ----------------- | ------ |
| 1989-2008 | Jean-Paul Le Duc  |        |
| 2008-     | Michel Pourchasse |        |